# T-14 Armata
T-14 Armata (ryska: Т-14 Армата), industribeteckning: Objekt 148 (ryska: Объект 148), är en rysk huvudstridsvagn baserad på stridsfordonsplattformen Armata och en av de första som tillhör fjärde generationens huvudstridsvagnar.
T-14 har en ovanlig utformning där besättningen sitter inkapslade i skrovets framdel under tungt skydd, medan kanontornet är enkelt skyddat och fjärrstyrt. För att skydda tornet är vagnen försedd med olika typer av aktivt pansar avsedda att förstöra inkommande projektiler innan de nått vagnen. Vagnens huvudbeväpning består av en fjärrstyrd 125 mm slätborrad högtryckskanon med automatladdning, men det finns planer att förse vagnen med en 152 mm kanon.

## Produktion
Den ryska armén planerade ursprungligen att skaffa 2 300 T-14 åren 2015-2020, men på grund av ekonomiska och finanspolitiska överväganden annonserade ryska federationens försvarsministerium år 2016 att slutdatumet för leverans ändrats till år 2025.
År 2018 kom det ut att planerna för fullskalig serieproduktion behövde skrotas på grund av ekonomiska anledningar, men att en testserie om cirka 100 vagnar skulle levereras fram till år 2020. Produktionskostnaden beräknades till ca 3,8 miljoner dollar per stridsvagn år 2018. De ryska planerna var då att skapa 2 pansardivisioner om 40 stycken T-14 vagnar vardera. Inga stridsvagnar levererades dock till förband.
År 2021 meddelade TASS att serieproduktion skulle starta 2022. I november 2022 meddelade ryska myndigheter istället att hela upprustningsprogrammet SAP ska avbrytas snarast för att fokusera på krigsmaktens verkliga behov.
I december 2022 beräknades produktionskostnaden till närmare 5 miljoner dollar per stridsvagn.

## Konstruktion och utformning
Utvecklingen av T-14 tog fem år och representerar en ny generation av ryska stridsvagnar. Dess konstruktion introducerar ett antal innovativa egenskaper som tidigare inte har förekommit på någon konventionell serietillverkad stridsvagn. Den mest framträdande nya egenskapen är användningen av ett obemannat fjärrstyrt kanontorn, medan besättningen, bestående av tre personer, sitter i en "pansarkapsel", ett kapslat stridsrum med hög skyddsnivå, beläget i skrovets främre del. 
Då T-14 bygger på stridsfordonsplattformen Armata är skrovet uppdelat i tre primära sektioner: frontsektionen där det kapslade stridsrummet är beläget, mittsektionen där kanontornets komponenter är belägna (tornkrans, tornkorg, automatladdare, ammunitionshanteringssystem, samt ammunition), och aktersektionen där driftaggregatet (motor & växellåda) är beläget.

### Primär beväpning

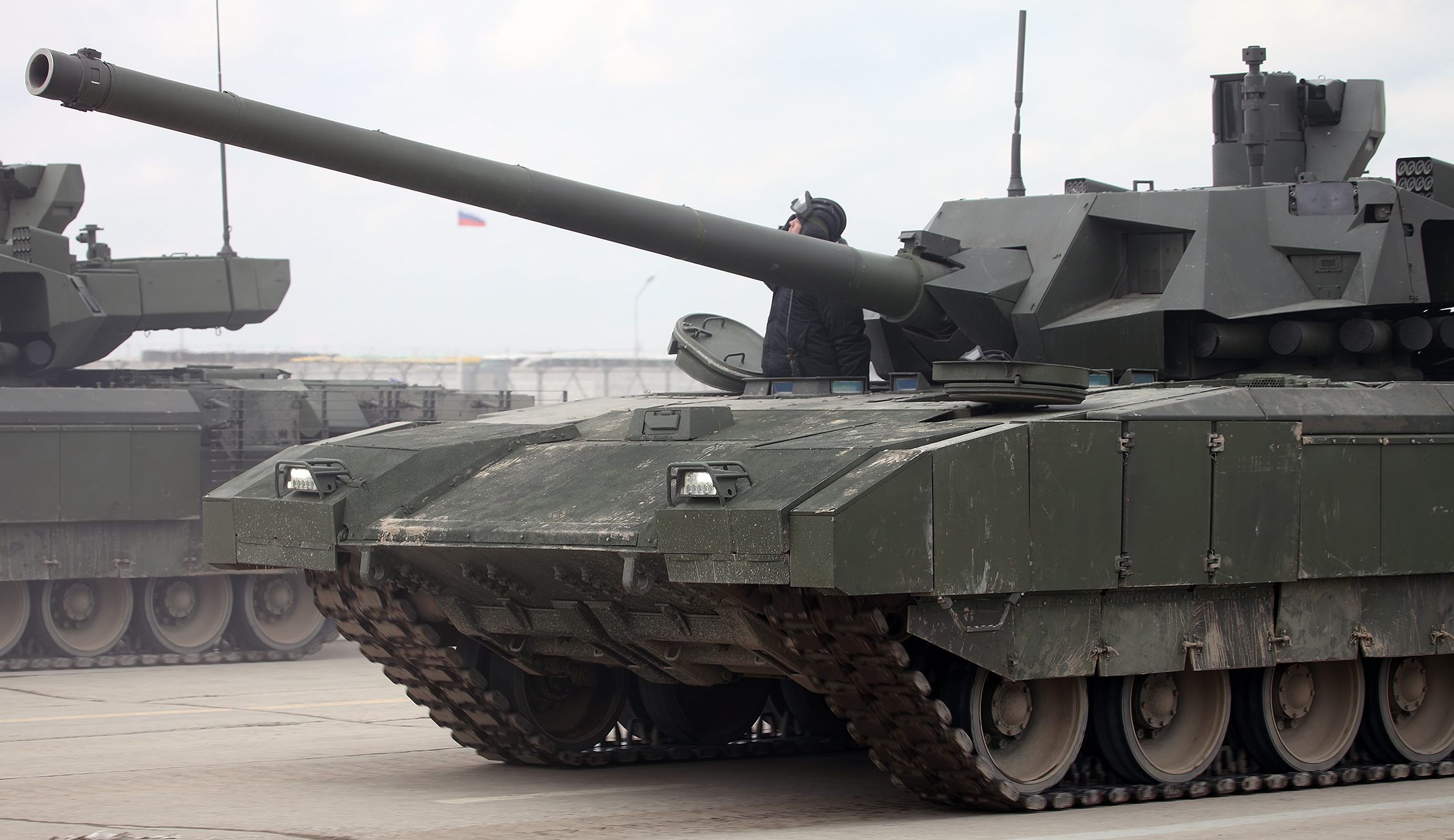
Frontbild på T-14 som visar dess 125 mm 2A82-1M slätborrade högtryckskanon i profil.

Huvudbeväpningen på T-14 består av en 125 mm 2A82-1M slätborrad högtryckskanon. Detta är den sedan tidigare planerade ersättaren för den äldre 125 mm 2A46 slätborrade högtryckskanon som historiskt använts på ryska (tidigare sovjetiska) stridsvagnar sedan 1970-talet. 125 mm 2A82-1M tillsammans med sitt eldledningssystem har både högre träffsäkerhet under gång och i stillastående position jämfört med dess föregångare. Dess mynningsenergi är enligt ryska källor högre än hos den tyska slätborrade högtryckskanonen Rheinmetall Rh-120 som brukas hos majoriteten av västerländska huvudstridsvagnar. Då kanonen sitter monterad i ett obemannat fjärrstyrt kanontorn kräver den en fjärrstyrd automatladdare för omladdning. Denna automatladdare är belägen i kanontornets tornkorg och kan komma upp i en eldhastighet om 10 till 12 skott per minut (6 till 5 sekunder mellan skott). Tomhylsor från kanonen kastas ut genom en utkastningsport på vänster sida om vagnen. Det obemannade tornet gör även att kanonen inte behöver en krutgasejektor på eldröret.
Den ammunition som kan användas i kanonen utgörs av en blandning av pilprojektiler, fenstabiliserade granater och eldrörsrobotar. Pilprojektilen Vakuum-1, specialutvecklad för 2A82-1M-kanonen, har en projektilkropp, även kallad penetrator, som är cirka 900 mm lång, och har en genomslagsförmåga motsvarande uppemot en meter (1 000 mm) valsat homogenpansar (engelska: rolled homogenous armour, RHA) på ett avstånd av 2 kilometer. Som mjukmålsgranat används den nya programmerbara spränggranaten 3OF82 "Telnik". Bland dess eldrörsrobotar finns pansarvärnsroboten 9M119M1 Invar-M, samt den nya 3UBK21 Sprinter som specifikt utvecklats för 125 mm 2A82-1M. Båda robotexemplen är apterade med en flerfunktionsstridsdel och kan användas mot såväl pansrade markmål, exempelvis stridsvagnar, som långsamma luftmål, exempelvis helikoptrar. Stridsdelen hos robotarna är av pansarsprängtyp med tandemladdning och zonanslagsrör. Mot pansrade mål har deras RSV-stråle en genomslagsförmåga motsvarande uppemot 900 mm valsat homogenpansar. Räckvidden för robotarna varierar. 9M119M1 Invar-M har en effektiv räckvidd på mellan 100 och 5 000 meter, medan 3UBK21 Sprinter har en effektiv räckvidd på mellan 50 och 12 000 meter.
I framtiden har det föreslagits att T-14 ska kunna uppgraderas med en 152 mm 2A83 slätborrad högtryckskanon istället för dess nuvarande 125 mm 2A82-1M kanon. 152 mm 2A83 konstruerades runt år 2000 för stridsvagnsprojektet "T-95" (informellt namn, riktigt namn okänt), även kallad Objekt 195 (ryska: Объект 195) och kan skjuta samma ammunitionstyper som 125 mm 2A82-1M (pil, robot, granat) fast med mycket högre vapenverkan, dock på bekostnad av lägre total ammunitionskapacitet i vagnen på grund av ökad volym hos 152 mm ammunitionen i relation till 125 mm ammunitionen.

### Sekundär beväpning

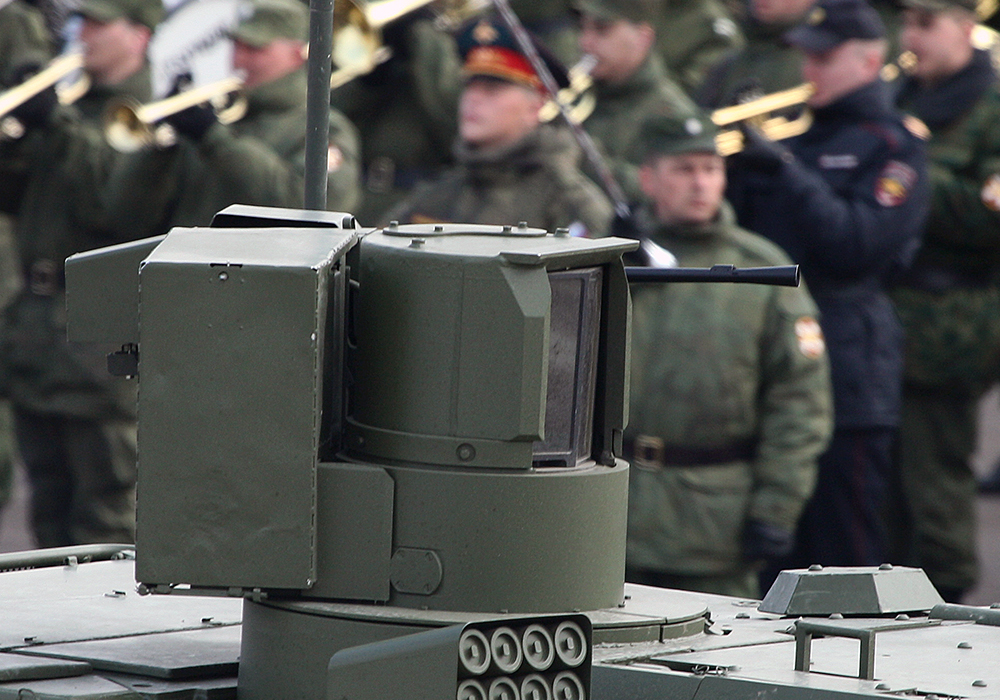
Vagnens vapenstation i högerprofil, utrustad med diverse optik och vagnens tunga kulspruta 12,7 mm 6P49 Kord.

T-14:s sekundärvapen ska bestå av en 12,7 mm Kord (GRAU index: 6P49) tung kulspruta med 300 patroner och en 7,62 mm PKTM (GRAU index: 6P7К) kulspruta med 1 000 patroner, båda fjärrstyrda. Ytterligare 1 000 kulsprutepatroner kan lagras separat. 12,7 mm Kord-kulsprutan är takmonterad i en fjärrstyrd vapenstation ovanför vagnchefens tornoptik för att nå över visuella hinder, medan 7,62 mm PKTM-kulsprutan spekuleras sitta koaxialt med 125 mm 2A82-1M-kanonen. När T-14 först presenterades för allmänheten under Moskvas segerparad 2015 var dock 12,7 mm Kord-kulsprutan inte monterad.

### Optiska system

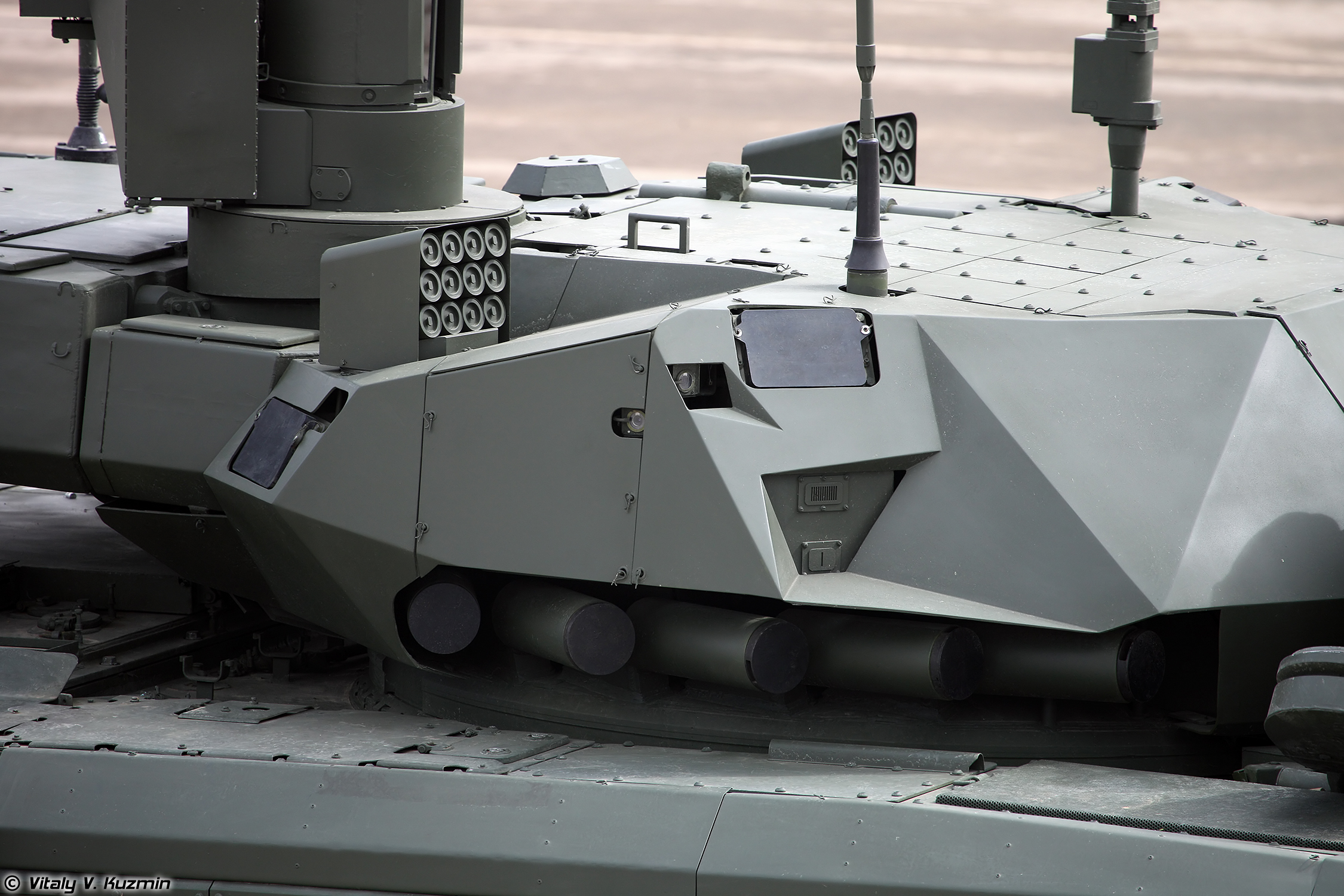
Närbild på vissa delar av T-14s tornutrustning. Under vapenstationen på taket syns vagnens rökkastare som går att justera i sidriktning. Jämte den vertikala plåtskarven, mitt i bild, syns två av vagnens optiska sensorer. De svarta rektangulära plattorna är troligen AESA-radarns LTCC-substrat. Längst ner syns utskjutningsrören för det aktiva skyddssystemets stridsdelar.

T-14 är utrustad med optiska sensorer som ska upptäcka fientliga mål i vagnens närområde. Räckvidden i dagsljus uppgår till över 5 km för stridsvagnsmål, och minst 3,5 km nattetid med hjälp av infraröda värmekameror (engelska: forward-looking infrared, FLIR). 
Skyttens optiska sikte har två zoomlägen: ett med fyra gångers förstoring (4×) och ett med tolv gångers förstoring (12×). Laseravståndsmätaren har en teoretisk maxräckvidd på 7,5 km. Dessa optiska system finns dubblerade på vagnen och det finns dessutom ett enklare tredje system som även kan användas för eldgivning under gång. 
För att kunna se runtom vagnen använder besättningen en högupplöst kamera med 360° graders synfält.

### Radar och kommunikation
T-14 är utrustad med en AESA-radar (Aktivt Elektroniskt Styrd Antenn(en)) som arbetar på Ka-bandet (26,5–40 GHz) genom LTCC-teknik (Low Temperature. Cofire Cheramic(en)) och har en räckvidd på cirka 100 km. Radarn består av fyra stycken LTCC-substrat runt om kanontornet och ger 360°-grader målövervakning utan radarrotation. Radarn används framförallt av vagnens aktiva skyddssystem för att spåra inkommande projektiler och nedkämpa dem, men även för målspaning och målanvisning. Spårningssystemet tillhandahåller en automatisk beräkning för bekämpning av målet, vilken sedan kan överföras till det aktiva skyddssystemet eller kanonens styrdatorer. 
Genom radarn kommer T-14 att kunna skicka måldata och målanvisning till andra truppslag, såsom artilleri och luftvärn, och kommer att kunna användas i spanings och eldledningsroller. T-14 använder krypterade signallänkar som sammanbinder en grupp T-14 och dess stab.

### Rörlighet och framkomlighet
T-14 drivs av en elektroniskt styrd TjTZ (Tjeljabinsk traktorfabrik) 12Н360 (A-85-3A) dieselmotor med 1 500 hästkrafter, dock begränsad till 1 200 hk i fredstid. Vid 1 200 hk effekt beräknas motorns livslängd vara 10 000 timmar, medan 1 500 hk ger 2 000 timmars livslängd. Teoretisk maxeffekt är dock 2 000 hk. Sådant ytterligare effektuttag sker i så fall till priset av en ytterligare radikalt förkortad livslängd på motorn. Dessa former av livslängdangivelser är jämförbara med andra liknande vapensystem.  
T-14 har en 12-växlad automatisk växellåda med toppfart på cirka 90 km/h. Vagnens genomsnittliga räckvidd uppges vara 500 kilometer.